# Leo Komarov
Leonid Aleksandrovich Komarov (em russo:  Леонид Александрович Комаров, em finlandês:  Leonid "Leo" Aleksandrovitš Komarov; Narva, 23 de janeiro de 1987) é um jogador de hóquei no gelo russo-finlandês.
Nascido em uma família de etnia russa e criado em território finlandês, Komarov joga internacionalmente pela Finlândia. Um pivô natural no início de sua carreira, fez a transição para poder jogar nas três posições de ataque. Depois de jogar com diferentes equipes juniores, Komarov começou sua carreira profissional na SM-liiga finlandesa com Ässät. Em maio de 2012, Komarov assinou um contrato com o Toronto Maple Leafs para a temporada 2012-13. Nos Jogos Olímpicos de Inverno de 2022 em Pequim, conquistou a medalha de ouro no torneio masculino.